# Lorelei
Pour les articles homonymes, voir Lorelei (homonymie).

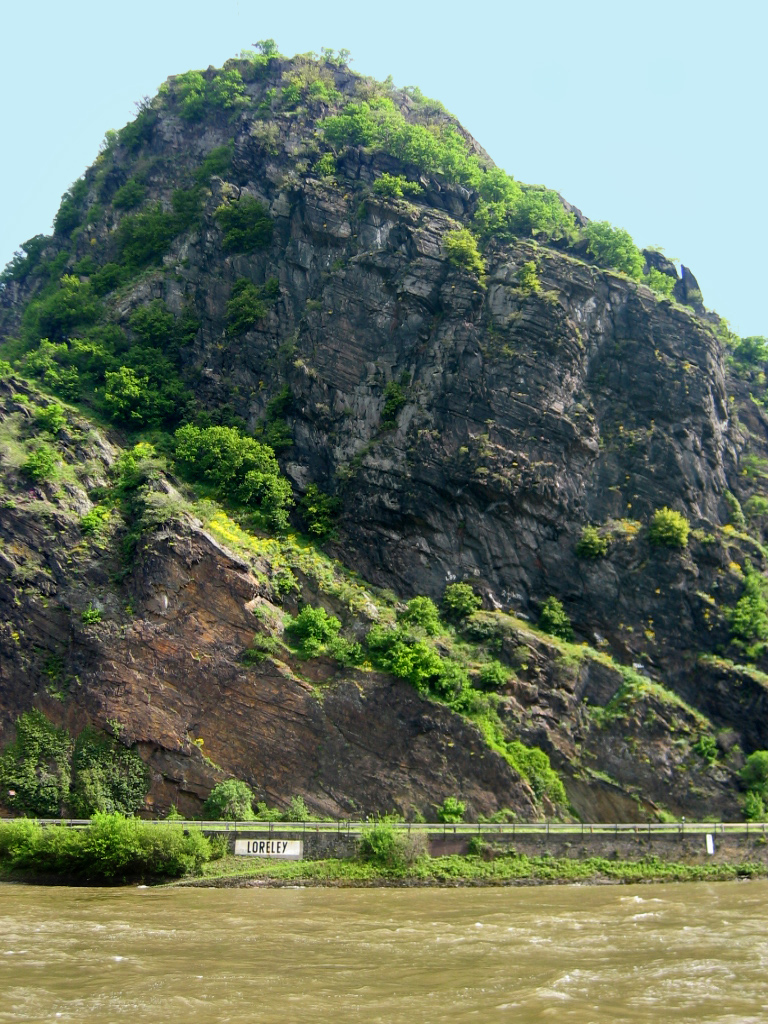
Le rocher de la Lorelei.

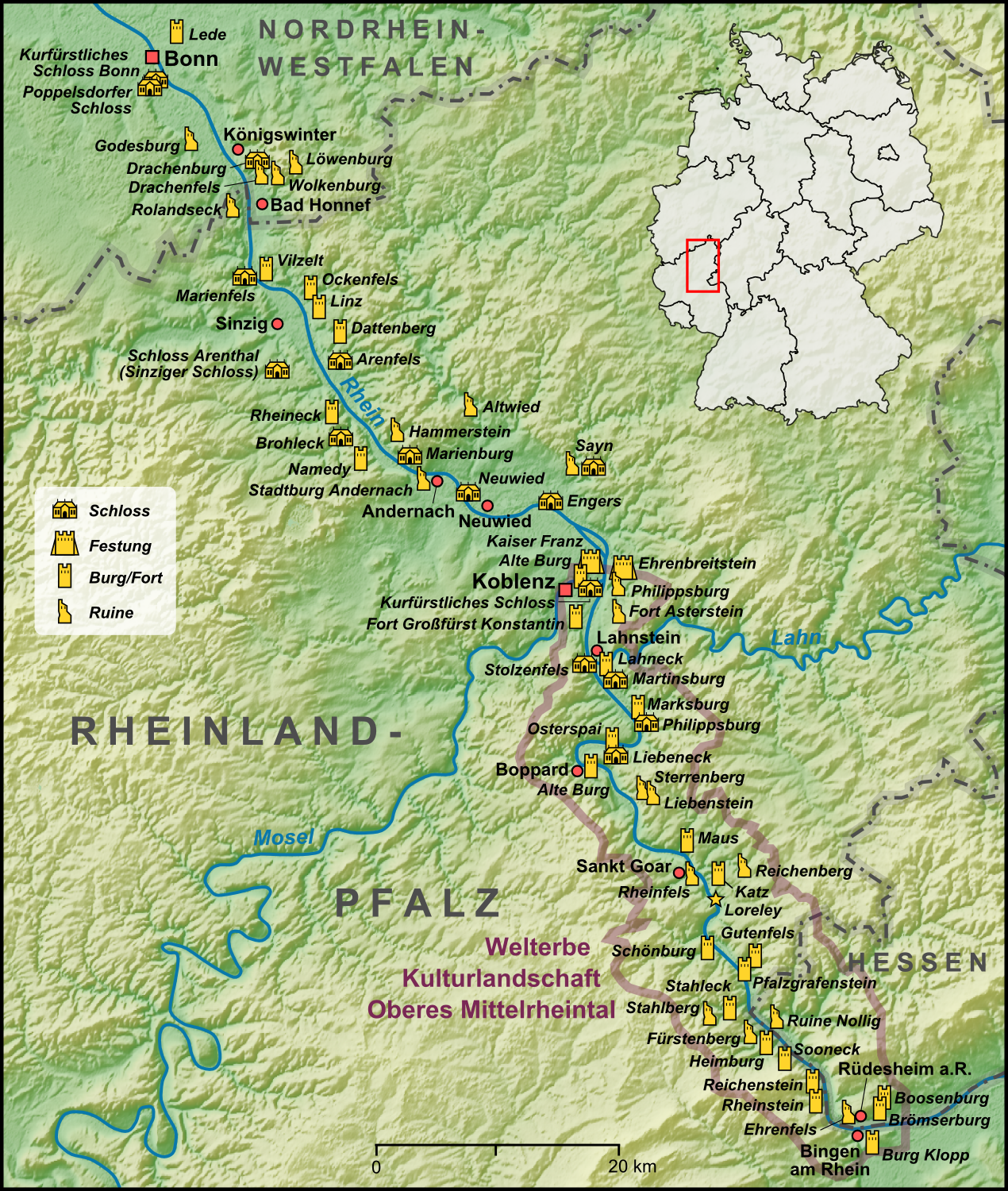
Carte du Rhin romantique.

Loreley (Lorelei, Loreleï ou Lorely) est le nom d’un rocher qui culmine à 132 mètres au-dessus du Rhin à proximité de Saint-Goarshausen en Allemagne (Rhénanie-Palatinat).
C’est l’endroit le plus étroit du Rhin car l'avancée du rocher réduit d’un quart la largeur du fleuve. Le courant très violent et les nombreux rochers immergés ont causé de nombreux accidents de navigation.
Loreley est aussi le nom d’une nixe (nymphe de la mythologie germanique) qui attire les navigateurs du Rhin jusqu'à leur perdition par ses chants, comme les sirènes de la mythologie grecque ancienne.
Cette légende de la Loreley sur son rocher a inspiré de nombreux artistes, dont le poète allemand Heinrich Heine qui écrivit en 1824 l’histoire Die Lore-Ley plus tard mise en musique et popularisée par le compositeur Friedrich Silcher. Le rocher de la Loreley est maintenant un site touristique très fréquenté, tant pour la beauté des lieux que pour la légende qui l’entoure.

## La légende de la Loreley

La Lorelei, au centre dans un méandre du Rhin, vu depuis à côté de la ville de Urbar (Rhin-Hunsrück). On aperçoit le château de Maus, Saint-Goarshausen, ou le château du Katz. Mai 2020.

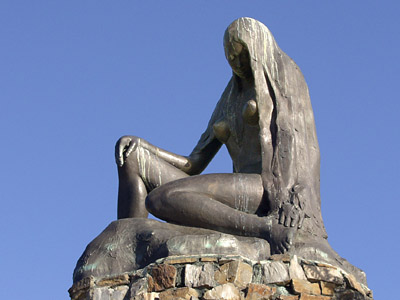
Statue de la nymphe sur le quai du port au pied du rocher.

Loreley est une jeune fille qui, assise sur le rocher du même nom, chante magnifiquement. Les marins passent en bateau et l’entendent. Ils sont comme envoûtés par ce chant si beau, si mélodieux, qu’ils en oublient les courants du Rhin et chavirent.
À l’origine, la Loreley a été conçue pour symboliser l’amour passionnel dans la littérature : dans une ballade (Zu Bacharach am Rheine…, 1801) du poète rhénan Clemens Brentano, la Loreley apparut d’abord comme le nom d’une femme. Laure Lay a été trompée par son amant. Sur le chemin du cloître, elle veut jeter un dernier regard du rocher sur son château. Alors qu’elle pense voir un bateau s’éloigner, elle tombe dans le fleuve.
Brentano a écrit plusieurs variations du thème de la Loreley. Le motif d’une femme blonde et malheureuse qui se peigne sur un rocher, apparaît pour la première fois dans son conte rhénan à partir de 1810.
Plus tard, elle passa d’un fantôme à une femme fatale. À la fin du XIXe et au début du XXe siècle, elle prit pour quelques poètes la fonction de symbole national, semblable aux Valkyries. La littérature du XXe siècle se détourna de cette interprétation. Elle apparaît sous de nombreuses formes dont certaines sont ironiques, et perpétue ainsi le mythe de la Loreley.
En France, elle est surtout connue à travers le poème de Guillaume Apollinaire, La Loreley que l’on retrouve dans le recueil Alcools et qui est en fait une traduction/adaptation du poème de Brentano, ou encore dans Lorely de Gérard Labrunie dit Gérard de Nerval lors du récit de son voyage sur les bords du Rhin. La fée du Rhin sera également évoquée à travers de nombreuses chansons françaises, entre autres, comme Lorelei Sebasto Cha de Hubert-Félix Thiéfaine ou Laura Lorelei de Jacques Higelin.
Comme tous mythes, la légende de Loreley a plusieurs niveaux d'interprétation. Outre le premier degré de l'histoire, la légende peut être interprétée dans un niveau plus subtil comme le plan psychologique. Elle symbolise la puissance de nos sens qui supplante la raison, et entraîne l'homme dans des errements et des actions irrationnelles. Elle symbolise l'être humain attiré par le chant des sirènes qui le conduisent à sa perte.

## Les rencontres européennes de la jeunesse de 1951

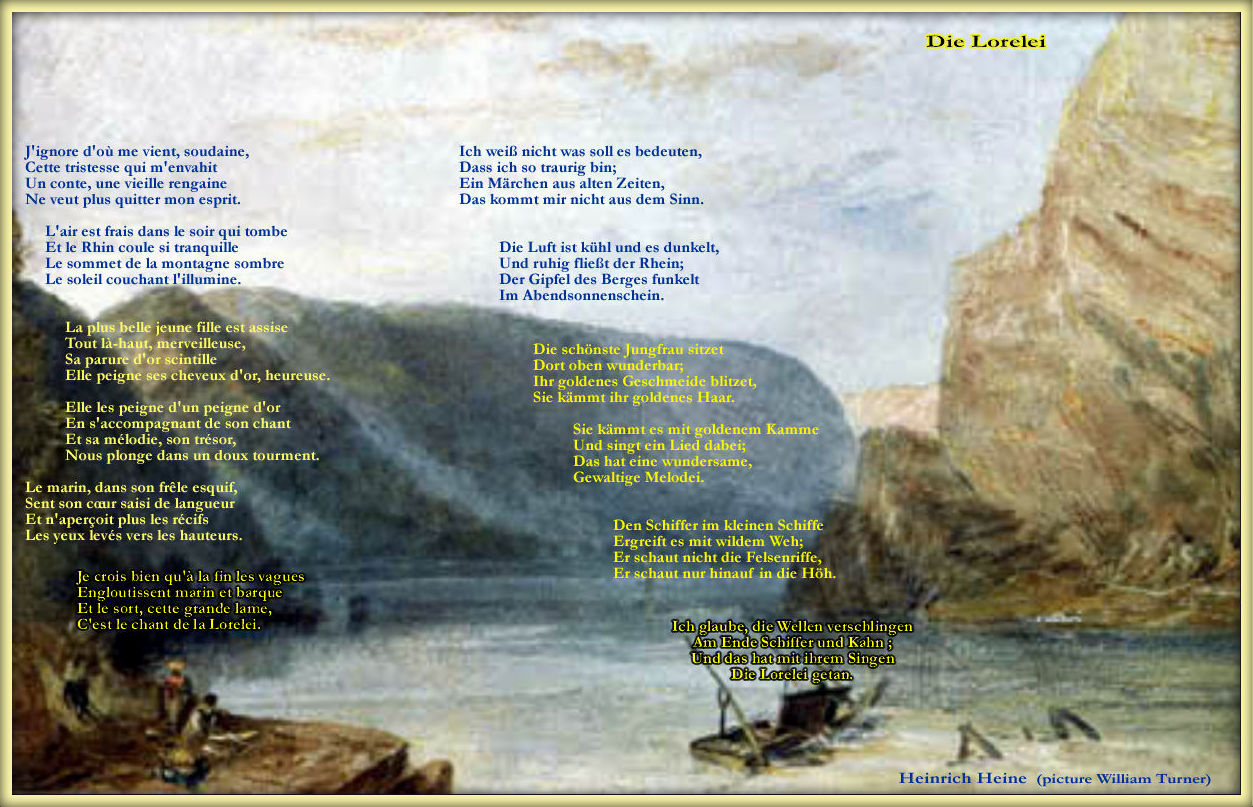
Le poème de Heinrich Heine et le tableau de William Turner.

Symbole culturel associé au romantisme allemand, la Lorelei fut le siège des rencontres européennes de la jeunesse durant l’été 1951. En réponse au Festival international de la jeunesse organisé à Berlin-Est pour promouvoir le socialisme, les Hauts-commissaires occidentaux sollicitent le Deutscher Bundesjugendring (de) (Conseil fédéral de la jeunesse) afin d’organiser un événement favorisant l’appropriation de l’esprit européen par la jeunesse.
Le théâtre de plein air accueille conférences, débats, représentations théâtres, danses folkloriques, qui se succèdent durant cinq décades, de juillet à septembre. Plus de 35 000 jeunes y participent, pour l’essentiel des Allemands (60 %), des Français (20 %), et des Britanniques (10 %). Des thèmes très variés sont traités lors des différents séminaires, allant des relations internationales aux politiques économiques et sociales, mais selon une approche centrée sur l’idée fédérale. Le discours de clôture fut prononcé par Paul-Henri Spaak, alors président du Mouvement Européen.

## La Lorelei et les arts

### Heinrich Heine,La Loreleï(1824)
| Texte original | Traduction française littérale | Traduction de Pierre Le Pan[Qui ?] | Autre essai[Par qui ?] |
| --- | --- | --- | --- |
| Ich weiß nicht was soll es bedeuten, Daß ich so traurig bin; Ein Märchen aus alten Zeiten, Das kommt mir nicht aus dem Sinn. Die Luft ist kühl und es dunkelt, Und ruhig fließt der Rhein; Der Gipfel des Berges funkelt Im Abendsonnenschein. Die schönste Jungfrau sitzet Dort oben wunderbar; Ihr goldnes Geschmeide blitzet, Sie kämmt ihr goldnes Haar. Sie kämmt es mit goldnem Kamme Und singt ein Lied dabei; Das hat eine wundersame, Gewaltige Melodei. Den Schiffer im kleinen Schiffe Ergreift es mit wildem Weh; Er schaut nicht die Felsenriffe, Er schaut nur hinauf in die Höh. Ich glaube, die Wellen verschlingen Am Ende Schiffer und Kahn; Und das hat mit ihrem Singen Die Lorelei getan. | Je ne sais pas ce que cela signifie Que je sois aussi triste ; Un conte des temps anciens Ne me sort pas de l'esprit. L'air est frais, et il fait sombre Et calmement coule le Rhin Le sommet de la montagne étincelle Dans la lumière du soleil au crépuscule. La plus belle jeune fille est assise Là-haut merveilleusement Ses bijoux d'or brillent, Elle peigne ses cheveux d'or. Elle les peigne avec un peigne d'or Et chante une chanson en même temps Qui est une étrange, Puissante mélodie. Ce chant saisit le batelier dans sa barque Avec une violence sauvage Il ne voit pas le récif Il regarde seulement là-haut, dans les hauteurs. Je crois que les vagues engloutissent À la fin le marin et la barque Et cela avec son chant La Lorelei l'a fait. | Je ne sais dire d'où me vient La tristesse que je ressens. Un conte des siècles anciens Hante mon esprit et mes sens. L'air est frais et sombre est le ciel, Le Rhin coule paisiblement Les sommets sont couleur de miel Aux rayons du soleil couchant. Là-haut assise est la plus belle Des jeunes filles, une merveille. Sa parure d'or étincelle, Sa chevelure qu'elle peigne Avec un peigne d'or est pareille Au blond peigne d'or du soleil, Et l'étrange chant qu'elle chante Est une mélodie puissante. Le batelier sur son esquif Est saisi de vives douleurs, Il ne regarde pas le récif, Il a les yeux vers les hauteurs. Et la vague engloutit bientôt Le batelier et son bateau… C'est ce qu'a fait au soir couchant La Lorelei avec son chant. | Je ne sais pour quelle raison La tristesse m'a pris ; Une très ancienne chanson ne quitte mon esprit. L'air est frais et l'ombre descend ; Le calme Rhin chemine ; Dans les ors du soleil couchant Le rocher s'illumine. Tout en haut, une jeune fille, Au charme merveilleux Dans sa parure qui scintille, Peigne ses blonds cheveux. Son peigne est d'or et elle chante Une chanson jolie, Dont se déroule l'étonnante Et forte mélodie. Le marin dans son frêle esquif Y prend grandes douleurs ; Ses yeux négligent le récif, Levés vers les hauteurs. A la fin la vague engloutit, Je crois, barque et marin ; C'est la Lorelei qui le fit En chantant son refrain. |

### Littérature
- (de) Werner Bellmann, Brentanos Lore Lay-Ballade und der antike Echo-Mythos, in: Clemens Brentano. Beiträge des Kolloquiums im Freien Deutschen Hochstift 1978, éd. Detlev Lüders, Tübingen, 1980, pp. 1-9.
- (de) Jürgen Kolbe, Ich weiß nicht was soll es bedeuten. Heinrich Heine Loreley. Bilder und Gedichte. Munich, 1976.
- Guillaume Apollinaire : La Loreley, Alcools (nombreuses références de la légende).
- Gérard de Nerval : Lorely, souvenirs d'Allemagne, récit de son voyage sur les bords du Rhin.
- Sylvia Plath : « Lorelei, Le Colosse » (The Colossus) : poème écrit en 1958, publié en mars 1959 dans The London Magazine.
- Pascale Roux : La Loreley. Rassemble les 41 traductions en français, parues de 1854 à 2020, du poème de Henri Heine, Paris, Éditions La Pionnière, 2020.

### Musique
Le poème de Heine a donné lieu à quantité de compositions musicales. La plus connue est le lied de Franz Liszt, mais l'on peut également citer :
- Friedrich Silcher : Die Lorelei (1837)
- Franz Liszt : Die Loreley, lied für Singstimme und Klavier (1841)
- Clara Schumann : Loreley, lied für Singstimme und Klavier (1843)
- Ella Fitzgerald : Lorelei, 1933
- Noel Coward : Lorelei, 1942
- Charles Trenet : Loreleï, 1956
- Dmitri Chostakovitch : Symphonie no 14, 1969 (le 3e mouvement est une mise en musique du poème de Guillaume Apollinaire)
- Véronique Sanson : Lorelei, 1972 (De l'autre côté de mon rêve)
- Wishbone Ash : Lp New England, 1976
- Mireille Mathieu : Ich weiß nicht, was soll es bedeuten, le poème de Heinrich Heine sur la musique de Friedrich Silcher, dans son album Die schönsten deutschen Volkslieder (1977)
- Dschinghis Khan : Loreley (1981)
- Hubert-Félix Thiéfaine : Lorelei Sebasto Cha, 1982 (album Soleil cherche futur)
- Nina Hagen : Lorelei, 1983 (album Angstlos)
- Cocteau Twins : Lorelei, 1984 (Treasure (album des Cocteau Twins)), reprise sur l’album Pink Opaque en 1985
- Jacques Higelin : Laura Lorelei, 1985 (album Ai)
- The Pogues : Lorelei, 1989 (album Peace and Love)
- Theatre of Tragedy : Lorelei, 1990 (album Aégis)
- Paul McCartney : Beautiful Night, 1997 (album Flaming Pie)
- Eagle-Eye Cherry : When Mermaids Cry, 1998 (album Desireless)
- L'Arc-en-Ciel : Loreley, 1998 (album Heart)
- Blackmore's Night : Loreley, 2003 (album Ghost of a Rose)
- RoBERT : Le chant de la Loreleï, 2005 (Six pieds sous terre (album))
- Mercury Rev : Black Forest (Lorelei), 2005
- Miku Hatsune : Lorelei (ロレライ?), 2010 (album Romeo and Cinderella)
- Scorpions : Lorelei, 2010 (album Sting in the Tail)
- Anna Ternheim : Lorelie-Marie, 2012 (album The Night Visitor)
- Francis Métivier : Lorelei, mein Schatz (2013)
- Kölsch : Loreley, 2013 (album 1977)
- Ladies' Code : "Lorelei", 2016 (album "Stranger")
- Clutch : Lorelei, 2018
- Lord of the lost : Loreley, 2019
- Laurent Voulzy : Loreley, Loreley, 2020
- Loustiks : Laureleï, 2023 (ep Pulsions)

### Opéras
- Alfredo Catalani : Loreley, opéra romantique en trois actes, 1890
- Fredrik Pacius : Die Loreley, opéra en deux actes, 1887
- Max Bruch : Die Loreley, opéra en quatre actes, 1863

### Cinéma
- Helga Liné : Las Garras de Lorelei (1974), version horrifique du mythe.
- Malik Zidi : Dans le film Gouttes d'eau sur pierres brûlantes réalisé par François Ozon, dans son bain, récite les premiers vers du poème en version originale (2000).
- Shinji Higuchi : Lorelei: The Witch of the Pacific Ocean (2005).
- Jaime King : Interprète la Loreleï dans le film The Spirit (2008).
- Roxane Mesquida : Une jeune fille aux pouvoirs mystiques du nom de Lorelei dans le film Kaboom (2010) de Gregg Araki.

### Ballets
- Germinal Casado : Loreley - Musique de Wolfgang Heinzel - Badisches Staatstheater - Karlsruhe, 1982

### Peinture

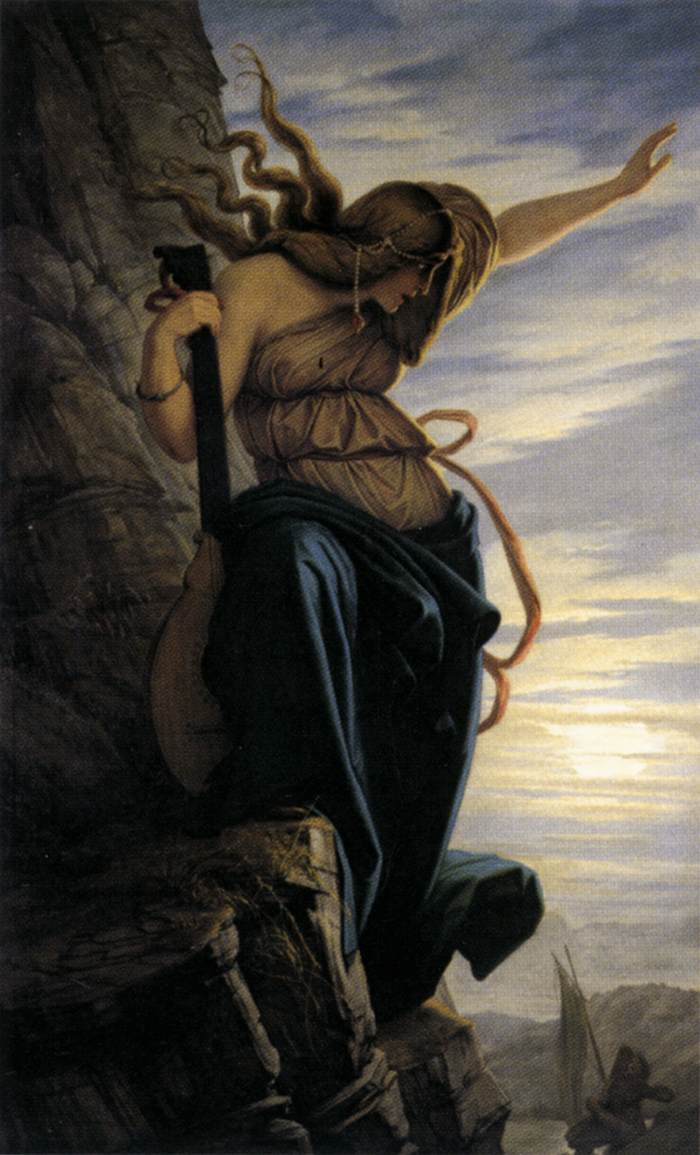
Die Lorelei, 1864, Eduard Jakob von Steinle

- Edward von Steinle : Die Lorelei, 1864
- Ludwig Thiersch, Lorelei, 1860

### Jeux vidéos
- Dans Castlevania: Order of Ecclesia, un monstre, décrit comme une nymphe se servant de sa beauté et de sa voix pour tromper ses victimes et les attirer dans un cimetière aquatique, se nomme Lorelei (ou Lorelai selon les versions).
- Dans Monster Hunter : World Iceborne, la quête de chasse du Shara Ishvalda débloquée à la fin trame principale s'intitule "Lointaine Lorelei", en référence au chant du monstre ainsi qu'à son apparence lors de la première phase du combat.
- Lorelei and the Laser Eyes sorti en 2024, dont le personnage principal se nomme Lorelei, traite des thèmes de l'amour, de la folie, de la création artistique inspirée des mythes, du meurtre.

### Autres média
- Dans l'épisode 15 de la série Marvel : Les Agents du SHIELD, Lorelei est une guerrière Asgardienne qui vient sur Terre pour en devenir la reine. Elle a le pouvoir de soumettre les hommes à sa volonté par la voix et le contact physique. Elle est pourchassée par Lady Sif qui se joint au S.H.I.E.L.D pour la capturer.
- Dans le visual novel Fate/stay night, Lorelei est le nom de la musique du thème d'un des personnages, et plusieurs versets en sont chantés.
- Dans la série Grimm (saison 2, épisode 9), la Lorelei est une créature d'origine mexicaine qui enlève de jeunes enfants pour ensuite les noyer.
- Le rocher de Loreleï est mentionné dans le tome 2 de la série de BD Yoko Tsuno, L'Orgue du diable.

## Éponymie
L'astéroïde (165) Loreley est nommé d'après la nymphe.